# Batzenhofen

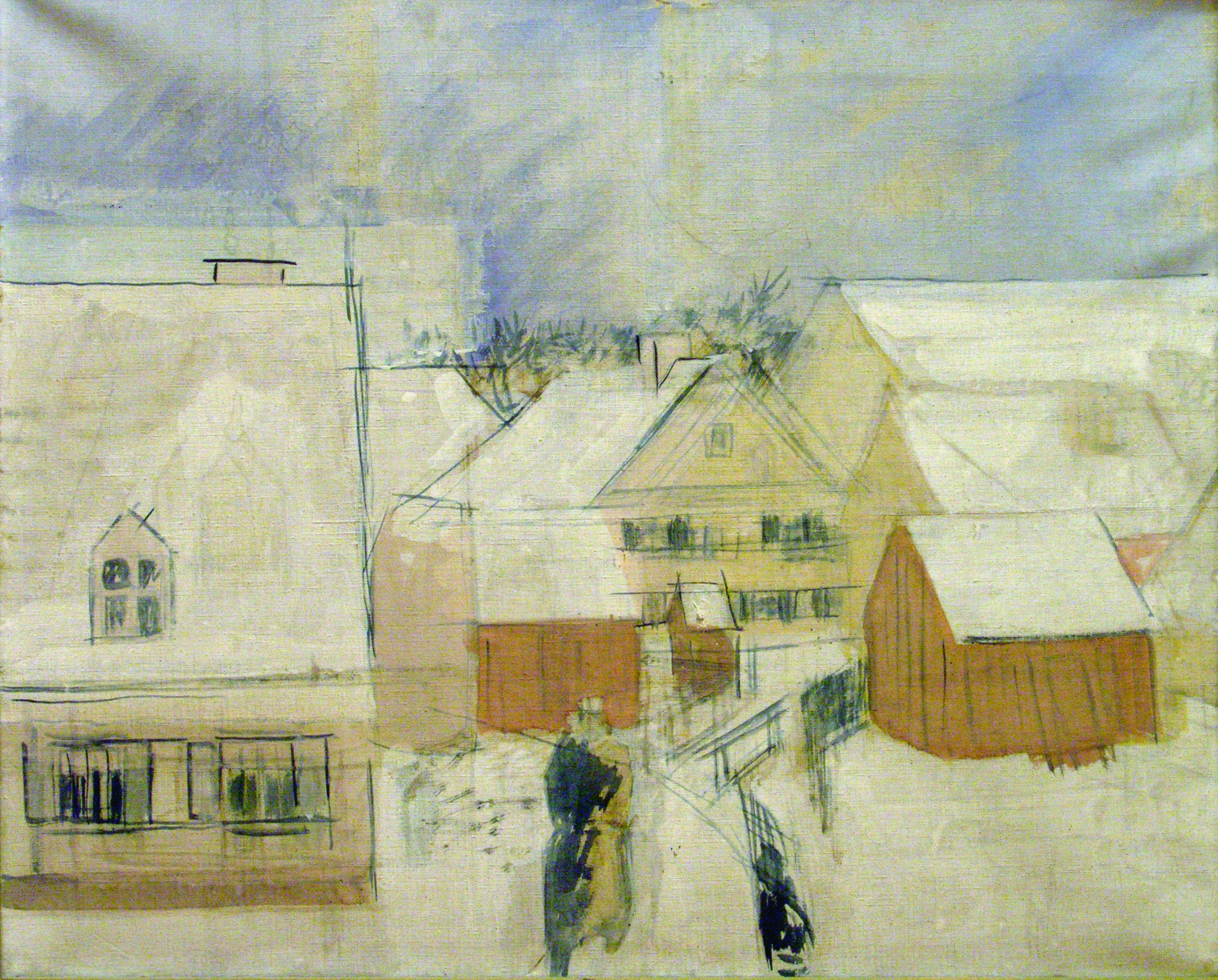
Konrad Westermayr: Batzenhofen im Winter, 1917

Batzenhofen ist ein Pfarrdorf und Ortsteil der Stadt Gersthofen im schwäbischen Landkreis Augsburg in Bayern (Deutschland).

## Lage
Batzenhofen liegt nordwestlich von Gersthofen am linken Schmutterufer beiderseits des hier mündenden Böglegrabens.
Die Kreisstraße A 15 führt von Gablingen über Batzenhofen und Hirblingen nach Täfertingen, wo sie in die Staatsstraße St 2032 mündet.

## Geschichte
Der heutige Stadtteil wurde schon im 8. Jahrhundert urkundlich erwähnt. Auch die örtliche Pfarrkirche St. Martin als Mutterkirche der Hirblinger Urmark gehört – v. a. wegen des Ortsnamens – möglicherweise in diese sehr frühe Zeit. Das hohe Alter Batzenhofens ergibt sich aus seiner Lage im Altsiedelgebiet an der Schmutter sowie aus der Tatsache, dass es den fränkischen Reichsheiligen St. Martin zum Kirchenpatron hat. Die Kirche entstand auf dem Gelände eines Meierhofes.  
Batzenhofen veränderte seinen Ortsnamen oft, so wird der Ort in der Ulrichsurkunde 969 als Pazenhoua bezeichnet. Später im 11. Jahrhundert hieß er Pacenhoven, im 12. Jahrhundert Battzenhouen, Pacinhouen und Pazzenhouen. Um 1195 wurde der Ort Bazzenhouen genannt, 1257 Bazinhovin. Ab 1440 erhielt der Ort seinen bis heute gültigen Namen, Batzenhofen, was bei den Höfen des Bazzo bedeutet. Im Mittelalter wurde Batzenhofen zur Königspfalz als Friedrich Barbarossa auf dem Weg von Göppingen nach Goslar 1154 in Batzenhofen Station machte.  
Eckpfeiler der urkundlichen Tradition ist die Ulrichsurkunde von 969. Damals erhielt das neu gegründete Frauenkloster St. Stephan in Augsburg schenkungsweise als Erstausstattung Güter in Batzenhofen. 1530 konnte das Kloster auch die Vogtei und Niedergericht erwerben. Das Hochgericht war Burgauisch. Der Ort stieg zu einem der drei stephanischen Ämter auf und wurde die Zentrale der ländlichen Besitzungen des Stifts. Im Jahre 1750 wurde das Schloss Batzenhofen als Sommersitz für die Kanonissen errichtet. Nach der Säkularisation fiel Batzenhofen 1803 an das Kurfürstentum Bayern.  
1804 wurde Batzenhofen durch die Verwaltungsneugliederung Bayerns in das Landgericht Göggingen eingegliedert. Im Zuge der Verwaltungsreformen in Bayern entstand mit dem Gemeindeedikt von 1818 die Gemeinde Batzenhofen. Sie gehörte ab 1808 zum Lechkreis, ab 1810 zum Oberdonaukreis und ab 1838 zum Kreis Schwaben und Neuburg, dem späteren Regierungsbezirk Schwaben. Batzenhofen wurde am 1. Januar 1978 im Zuge der Gebietsreform in Bayern in die Stadt Gersthofen eingemeindet.

## Kirchen
Die römisch-katholische Pfarrei St. Martin in Batzenhofen gehört zum Dekanat Augsburg-Land im Bistum Augsburg. Zur Pfarrei gehören auch noch die Filialkirche St. Wolfgang in Rettenbergen sowie die Ortschaften Edenbergen und Gailenbach. Im Jahre 1766 wurde die Kapelle St. Sebastian erbaut.